# Vodnjak življenja (slika)
Vodnjak življenja ali Vodnjak milosti in zmage cerkve nad sinagogo sta imeni, ki so jih dali olju na plošči, končani okoli leta 1432. Skozi večino svoje zgodovine je bila slika v Španiji, nazadnje v muzeju Prado, pred kratkim predstavljena na posebni razstavi. Slogovno in tematsko je slika povezana z delom Jana van Eycka, vendar ni podpisana in obstajajo konkurenčne teorije o tem ali jo je naslikal sam Van Eyck.
Predmet slike bi bil še posebej zanimiv v Španiji 15. stoletja, ki je imela največjo judovsko skupnost na svetu. V zadnjem času se ugiba, da jo je naslikal sam Van Eyck, verjetno med diplomatsko misijo na Iberskem polotoku. Vendar tehnična analiza kaže, da je bila naslikana na Nizozemskem, čeprav verjetno kot odgovor na naročilo iz Španije, v delavnici van Eycka.
Vodnjak življenja je zelo podoben odlomkom v Gentskem oltarju iz leta 1432 Jana in njegovega brata Huberta van Eycka. Čeprav med strokovnjaki obstaja soglasje, da gre za produkt delavnice, nekateri pripisujejo Vodnjak življenja mladostnemu Janu, njegovemu bratu Hubertu  ali mnogo kasneje in manj verjetno Petrusu Christusu.
Slika je strukturirana v tri ravni. Zgornja raven prikazuje Deesis Boga Sina, Device Marije in sv. Janeza Evangelista. Srednji del prikazuje štiri skupine angelov, spodnji nivo pa dve skupini svetih mož; s kristjani, ki jih je vodil papež in knezi na desni strani in Judje, ki so jih vodili veliki duhovniki z zavezanimi očmi na levi. Ti dve skupini predstavljata prave vernike in neresnične vernike v Kristusa kot Mesija.
Vodnjak življenja je simbol, ki se nanaša na krst in / ali evharistijo. Voda, ki teče z vrha na spodnjo teraso, je mišljena kot simbol »Milosti, ki osvetljuje zmagoslavno cerkev in zaslepi sinagogo«.

## Opis
Slika je organizirana v tri vodoravne nivoje ali ravnine.

### Zgornji nivo
Na zgornjem nivoju je prikazan prizor Deesis, v središču je Bog Oče, ob njem pa Devica Marija in sv. Janez Evangelist. Ta odlomek je zelo podoben prizoru v Gentskem oltarju. Vse tri figure sedijo pred obešenimi preprogami v orientalskem slogu.
Bog v levi drži palico, v blagoslovu pa desnico. Ustoličen je znotraj visokega, okrašenega gotskega arhitekturnega okolja. Njegov prestol vsebuje simbole evangelistov, baldahin okoli njega in nad njim pa je okrašen z iluzionistično poslikanimi reliefi starozaveznih prerokov, ki naj bi bili videti kot skulpture. Jagnje sedi na podstavku pred Bogom, na strukturi, skozi katero teče voda milosti [7], ki simbolizira obred krsta, preden doseže vodnjak življenja na najnižji terasi. [8]
Marija sedi in bere rdečo knjigo, verjetno horarij. Nosi modro haljo, katere gube in tkanina so natančno podrobno naslikane. Ima svetle lase, ki so razpleteni in padajo čez njena ramena. V nasprotju z upodobitvijo v Gentskem oltarju je tu njena obleka navadna, brez vezenin ali pozlačenih podlog, medtem ko njena knjiga ni prenosna. Janez je oblečen v zeleno haljo, ima tudi svetle lase in sedi pišoč v sveto knjigo.

### Srednja vrsta
Srednji nivo prikazuje dve skupini glasbenih angelov, oblečenih v bele halje in sedečih na travi. Zbori pojočih angelov so postavljeni v stolpih na obeh straneh. Ta odsek je spet podoben plošči v Gentskem oltarju. Med inštrumenti so harfa, vrsta viole in lutnja.

### Spodnja vrsta
Spodnji del predstavlja zmago Cerkve nad judovsko sinagogo, skozi upodobitev kristjanov, ki so skoraj mirni in Judov kot kaotičnih, slepih in upirajočih. Vodnjak življenja je postavljen v sredini, na levi je skupina kristjanov, vključno s papežem (morda Martinom V.), člani njegove službe, cesarjem in različnimi knezi.
Na desni je skupina 'obupanih Judov', ki se zdi, da bežijo s prizorišča. Lik skrajno levo iz te skupine je veliki duhovnik, ki ima zavezane oči, kar simbolizira njegovo zaslepljenost glede resničnega pomena Jezusa. Rabin v neposrednem ospredju drži svitek Tore, po besedah zgodovinarja Normana Rotha »neumno hebrejsko pisanje«, medtem ko drugi »Jud kaže zvitek liku, očitno kristjanu, ki si ob pogledu raztrga oblačila«. V nasprotju s kristjani, Judje ne nosijo velikih, svečanih klobukov ali značk.
Imajo različne transparente, zvitke in pergamente, ki vsebujejo besedila, ki so sicer nečitljiva, vendar jih lahko prepoznamo kot večinoma napisana v hebrejščini, z nekaterimi črkami, ki so skoraj nesmiselne. Besedila so naključno razporejena po odlomku, kar odraža neurejenost figur in bolj splošno v sinagogi. Ta postavitev mora biti v primerjavi s tistimi na dveh nivojih, kjer knjige, ki jih imata Marija in Janez, počivajo stabilno v naročju.

## Izvor
Prvi dokumentarni zapis slike je v Libro becerro (register pridobitev velumov) samostana Parral zunaj Segovie, ki ga je leta 1454 zabeležil kot darilo kastiljskega kralja Henrika IV. To leto je zaznamovalo tudi Henrikovo vladavino kot gradbeni program pri samostanu. Sliko je morda podedoval po očetu Janezu II.
Bila je pritrjena na steno zakristije in je bila postopoma prebarvana v steno, ko so jo prenavljali skozi stoletja, dokler ni bila leta 1838 odstranjena kot del sekularizacije samostanov: deli robov so se pri odstranitvi izgubili, slika je na splošno v dobrem stanju. Slika je bila preseljena v samostan Trinidade nasproti postaje Atocha v Madridu, ki je bila uporabljena kot splošna shramba zbranega verskega bogastva.
Sliko je leta 1859 fotografiral Jean Laurent. Njena prva formalna atribucija je bila leta 1870, ko je bila prenesena v Prado, ki jo je zaradi moči vpisa uvrstil v leto 1454: vendar je bila slogovno anahrona, natančno datiranje bi se moralo glasiti »pred letom 1454«, napaka, ki ni povzročila konca zmedi v naslednjih 130 letih, ko so znanstveniki poskušali prepoznati neobstoječega mojstra ali učenca / sledilca van Eycka. Po dendrokronološki študiji, ki jo je Prado izvedel konec 1990-ih in je posek gozda določil za leto 1418, je bila datirana v »po letu 1428«, potem ko je dovolila običajnih deset let za sušenje: Prado jo trenutno pripisuje okoli leta 1432. V času v Parralu je postala zelo vplivna in je bila široko kopirana, en izvod je bil kasneje nameščen v stolnici v Palencii. Danes je v zbirki muzeja Prado v Madridu. Različica Prado je bila zvezda razstave njenih ponovnih ocen leta 2003, prej pa je bila predmet doktorske disertacije v Utrechtu leta 1957 Josue Bruyna, ki je nato postal profesor zgodovine umetnosti v Amsterdamu in ustanovil fundacijo Rembrandt.

## Galerija
- Bog z jagnjetom pred seboj
- Gotska arhitektura
- Janez Evangelist
- Angeli, ki pojejo ali igrajo na glasbila
- Angeli, ki pojejo ali igrajo na glasbila
- Kristjani na spodnji terasi